# Lithognathus aureti
Lithognathus aureti es una especie de peces de la familia Sparidae en el orden de los Perciformes.

## Morfología
• Los machos pueden llegar alcanzar los 100 cm de longitud total y los 19,3 kg de peso.

## Alimentación
Come mejillones, gusanos y cangrejos.

## Distribución geográfica
Se encuentra en las  costas del sureste de la  Atlántico: desde Angola hasta Sudáfrica.